# Ford Romania
Ford Romania (vormals S.C. Automobile Craiova S.A.) ist ein Automobilhersteller mit Sitz in der rumänischen Stadt Craiova, der mit der Übernahme von Automobile Craiova (vormals Oltcit S.A.) und Daewoo Romania durch Ford entstand.

## Geschichte
Die ersten Ford-Automobile wurden bereits 1911 in Rumänien zugelassen. Von 1936 bis zum Ende des Zweiten Weltkriegs gab es eine Ford-Fabrik Ford Romana in Bukarest, die nach Kriegsende enteignet wurde. Im Jahr 1966 bemühte sich die deutsche Ford-Tochtergesellschaft ohne Erfolg um ein Joint Venture mit dem rumänischen Staat. Den Zuschlag erhielt damals Renault, die mit Dacia den wichtigsten rumänischen Autoproduzenten aufbauen durften.
Im März 2008 erwarb Ford mit einer Investition in der Höhe von knapp 60 Millionen US-Dollar einen Anteil von 72,4 Prozent. Seit Mai 2009 hält Ford sogar einen Anteil von 95,63 Prozent an Automobile Craiova. Bei der Übernahme durch Ford waren rund 3.900 Arbeitnehmer im Werk beschäftigt, 2011 waren es bereits etwa 7.000 Beschäftigte.
Nach der Übernahme durch Ford wurde in Craiova hauptsächlich der Transit Connect montiert.
Am 10. Mai 2012 eröffnete Ford ein neues Motorenwerk in Craiova, dort wird seitdem der EcoBoost-Motor mit drei Zylindern und 1,0 Litern Hubraum produziert. Von 2012 bis 2015 sollten in diesem Werk insgesamt mehr als 800.000 Einheiten des Motors hergestellt werden.
Im Juni 2012 lief in Craiova die Produktion des Ford B-MAX an, Ford plante jährlich rund 300.000 Fahrzeuge zu produzieren. Das erste seriennahe Konzeptfahrzeug wurde bereits im März 2011 auf dem Salon international de l’automobile de Genève der Weltöffentlichkeit präsentiert. Die Produktion des B-MAX wurde bei Automobile Craiova im September 2017, nach insgesamt 280.000 Einheiten, eingestellt.
Seit September 2017 wird der EcoSport in Craiova gebaut.
Seit September 2019 wird der Puma MK2 ebenfalls in Craiova gebaut, seit März 2025 auch als Elektroauto.

## Modellübersicht

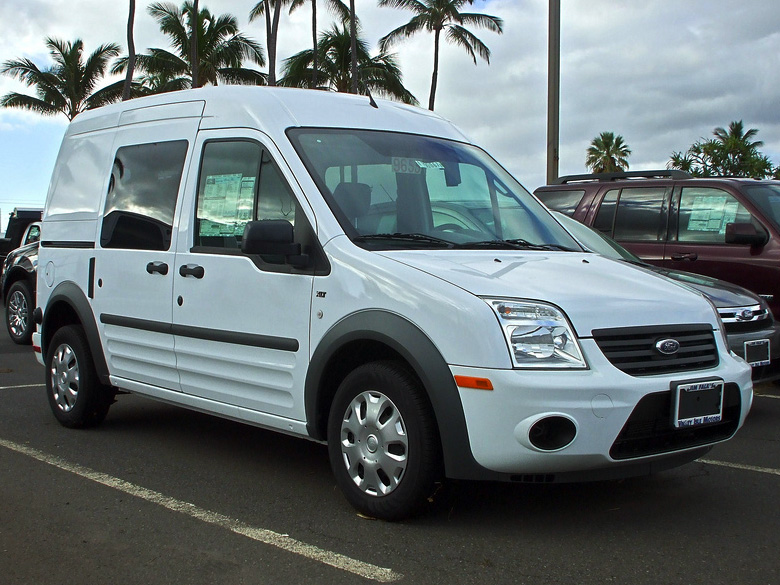
Transit Connect 2009–2011
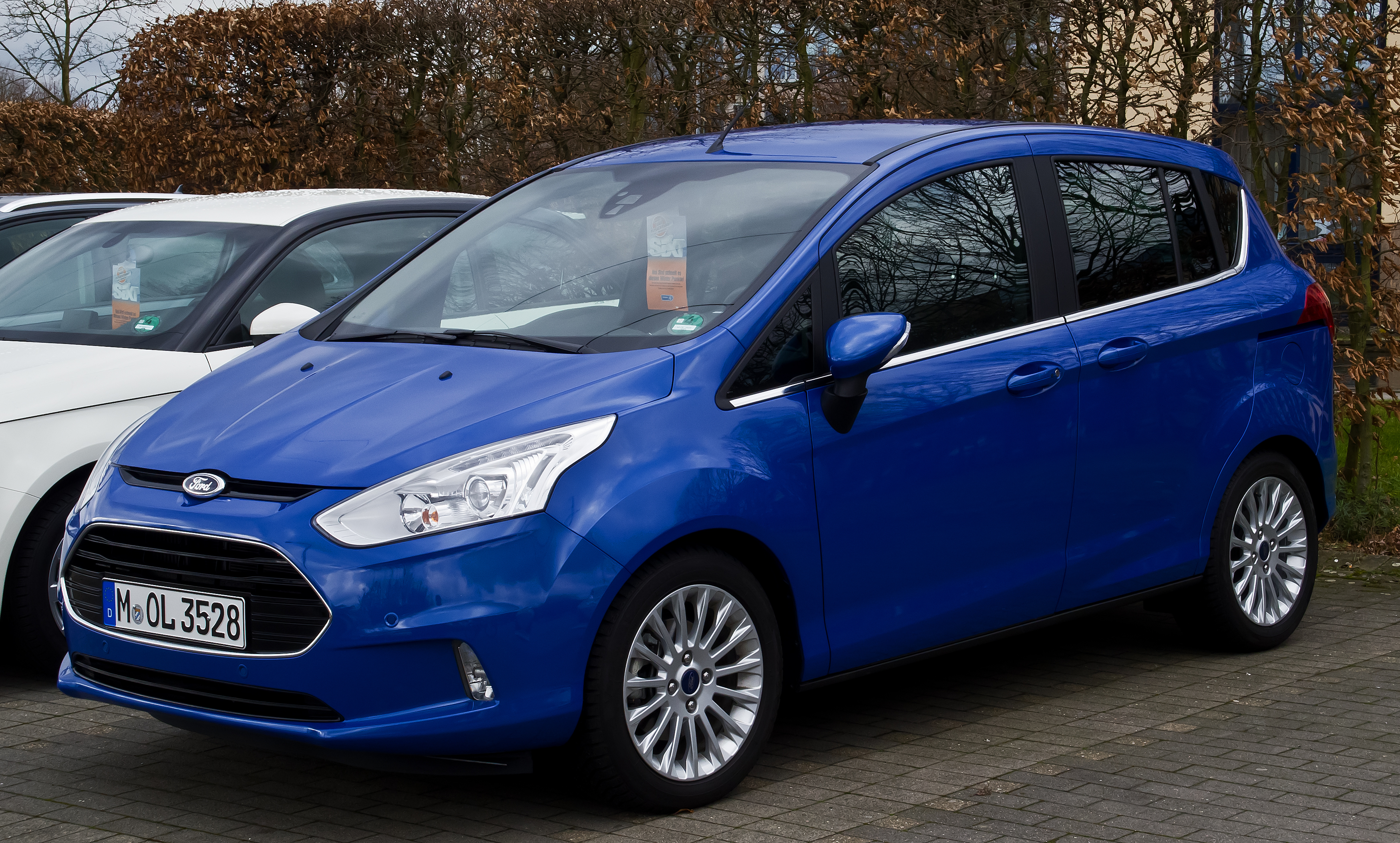
B-MAX 2012–2017
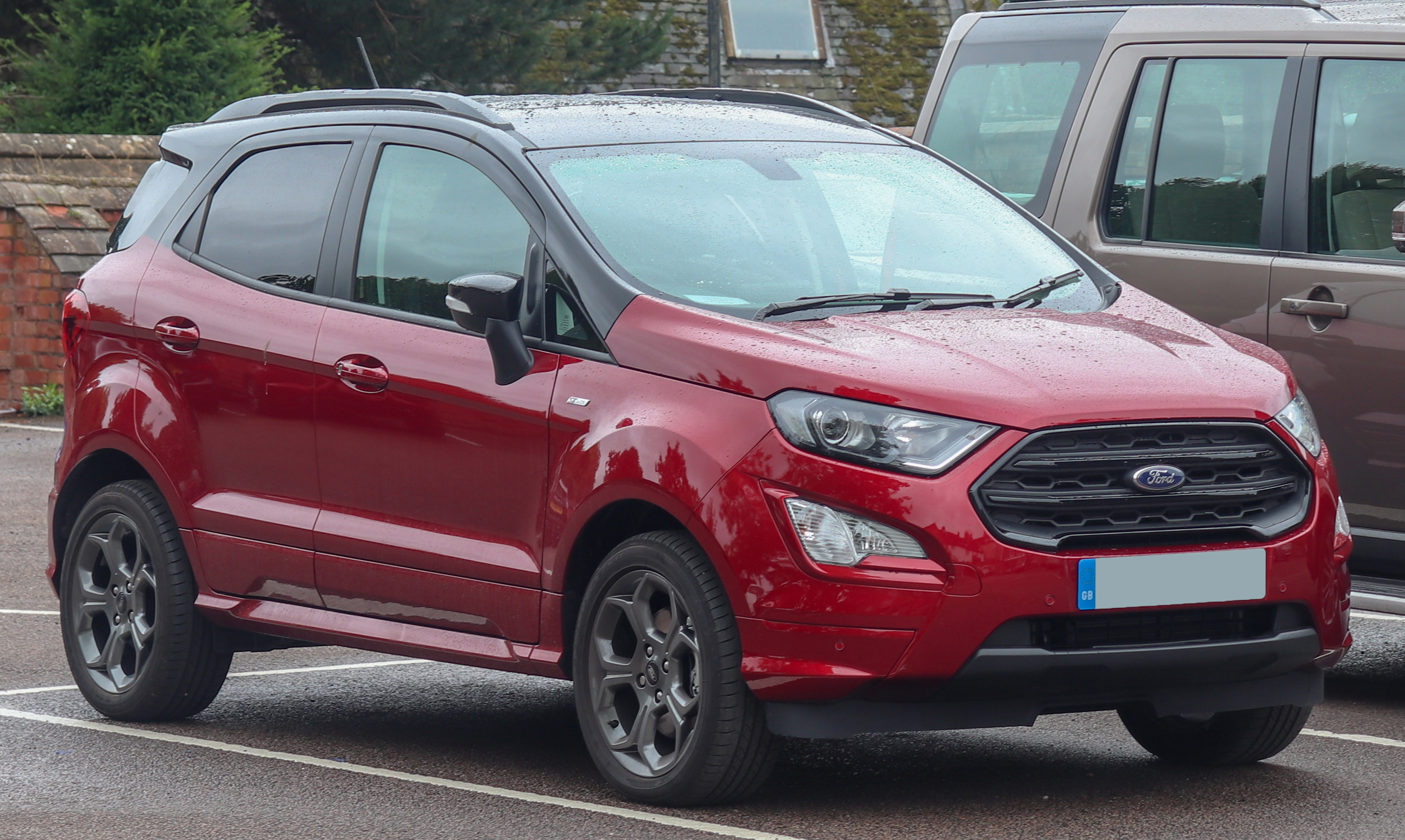
EcoSport 2017–2022
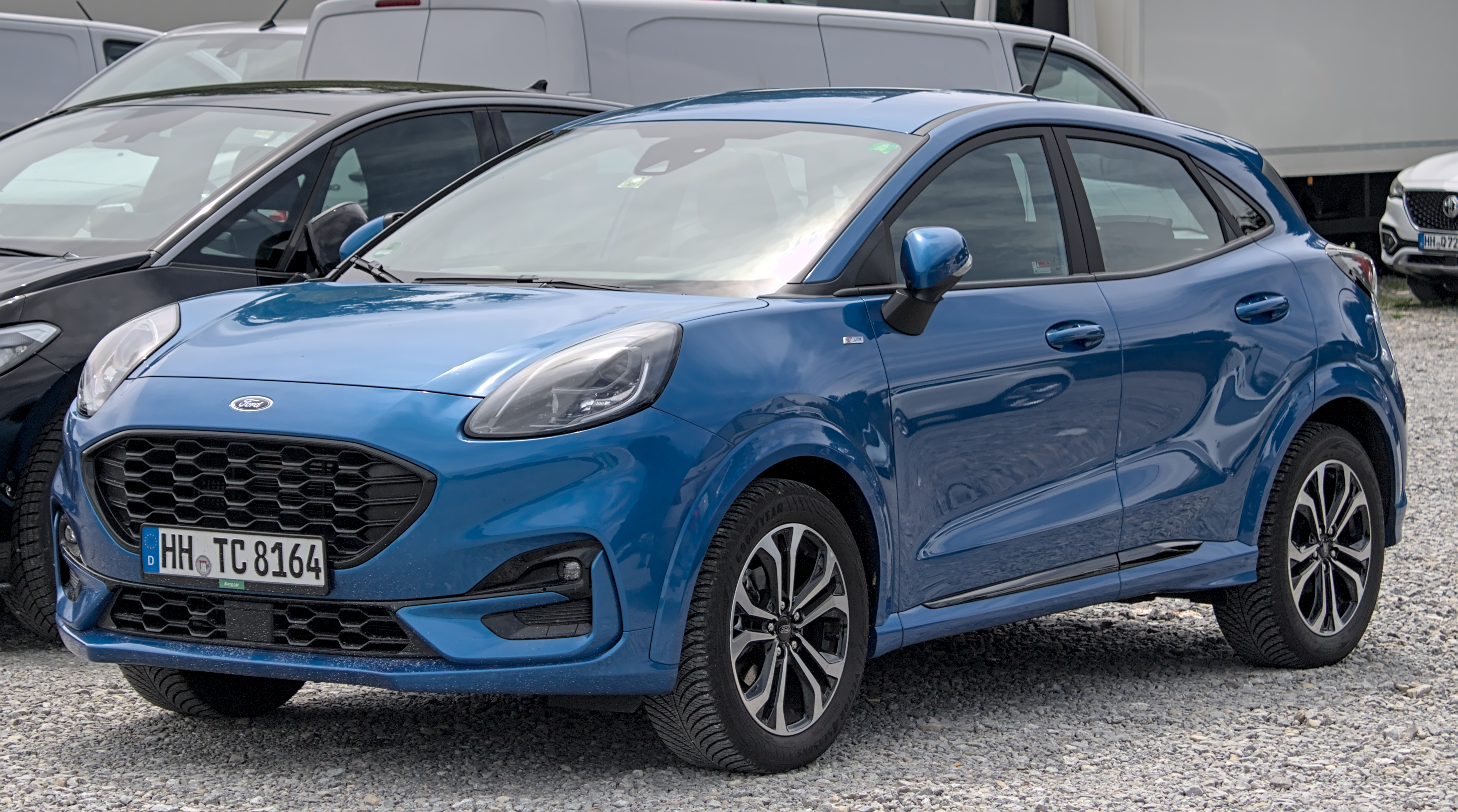
Puma MK2 seit 2019
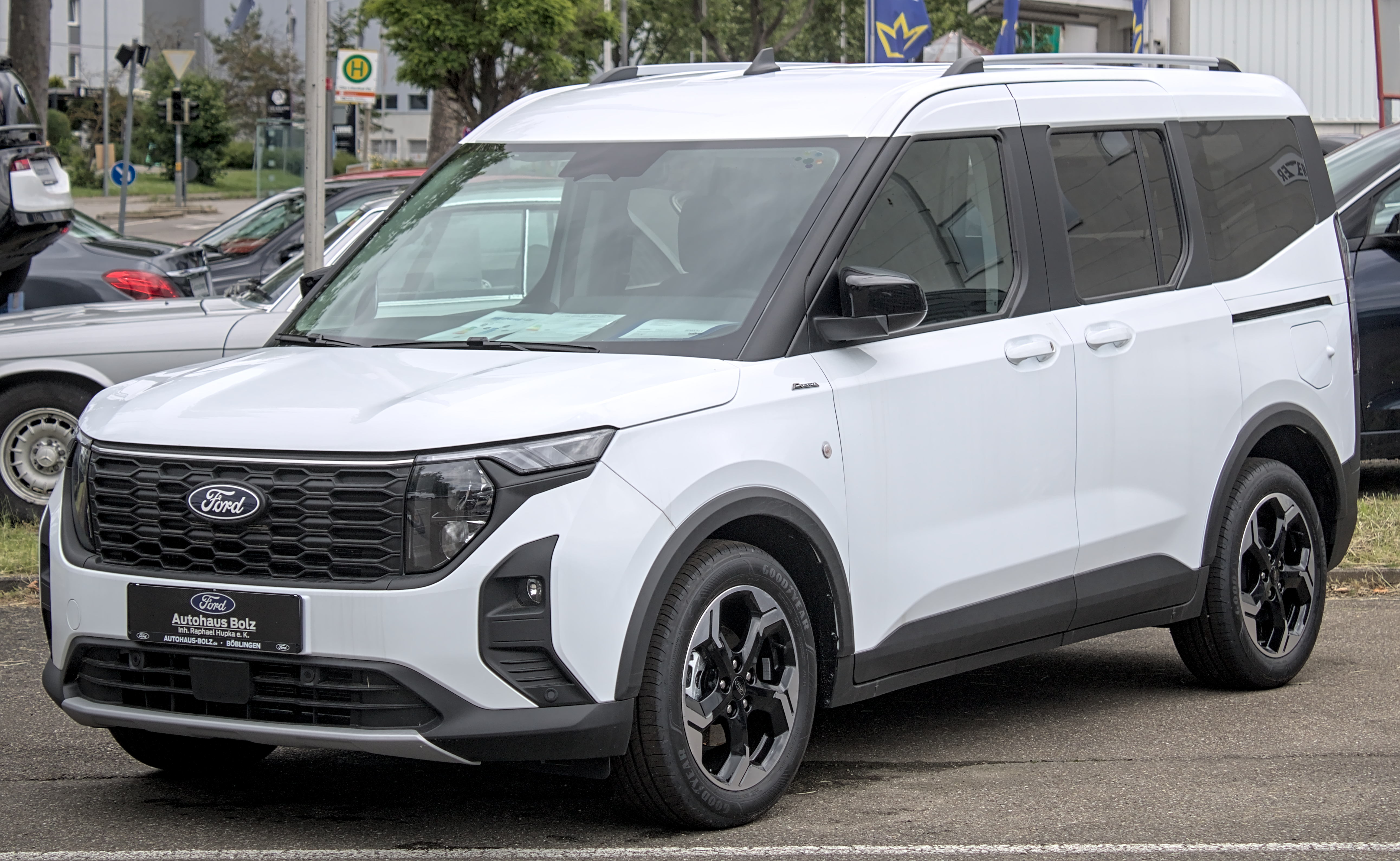
Transit Courier/Tourneo Courier seit 2023